# Разрешите взлёт!
«Разрешите взлёт!» — советский полнометражный чёрно-белый художественный фильм, поставленный на киностудии «Ленфильм» в 1971 году режиссёрами Анатолием Вехотко и Натальей Трощенко.
Премьера фильма в СССР состоялась 19 июня 1972 года.

## Сюжет
На степном аэродроме появляется новый лётчик Димка Соломенцев (Семён Морозов), который постоянно попадает в разные не очень приятные истории. Однако старый летчик Сахно (Анатолий Папанов) берет шефство над молодым пилотом. В результате разгильдяйства техника Климова гибнет командир Селезнев, а Сахно по состоянию здоровья пришла пора перейти на диспетчерскую службу. В небе случается нештатная ситуация: на самолёте гражданского воздушного флота Ил-14 не выпускается правая стойка шасси. Помочь экипажу посадить лайнер может лишь такой опытный лётчик, как Сахно. Совместными согласованными действиями удаётся благополучно посадить самолёт. Непутёвый Димка Соломенцев тоже становится важным участником спасательной операции. В финальных кадрах он уже в качестве командира воздушного судна Ан-2 даёт указания второму пилоту.

## В ролях
- Анатолий Папанов — Сергей Николаевич Сахно
- Семён Морозов — Димка Соломенцев, молодой лётчик
- Артём Иноземцев — Василий Григорьевич Селезнёв
- Валентин Гафт — Виктор Кириллович Азанчеев
- Лариса Малеванная — Катерина Селезнёва
- Майя Булгакова — Валентина Андреевна, жена Сахно
- Иван Матвеев — дядя Паша

## Съёмочная группа
- Сценарий — Владимира Кунина
- Постановка — Анатолия Вехотко, Натальи Трощенко
- Композитор — Вениамин Баснер
- Текст песен — Михаила Матусовского

Самолёт Ил-14 пилотировал экипаж заслуженного пилота СССР М. С. Кузнецова.
В фильме звучат песни Вениамина Баснера на слова Михаила Матусовского «Пилот не может не летать» («Опять с рассветом засияло,/ Сверкнуло солнце на крыле…») в исполнении Семёна Морозова (более известно эстрадное исполнение этой песни Эдуардом Хилем) и «Старые пилоты» в исполнении П. Кравецкого.
По словам Семёна Морозова, по требованию министра гражданской авиации Бориса Бугаева из всех копий фильма, уже разосланных в прокат, были вырезаны кадры, где герой Морозова работает с химикатами по пояс голым: «По уставу не положено!».